# Stemma codicum
Stemma codicum (gr. -łac. drzewo genealogiczne – dosł. girlanda – kodeksów), częściej skrótowo stemma – termin techniczny występujący w krytyce tekstu.
Stemma codicum jest to przypominający graf wykres, który obrazuje wzajemne zależności manuskryptów, zgromadzonych i zbadanych w procesie kolacjonowania, oraz dołączony do niego szczegółowy opis objaśniający. Główna informacja, przekazywana przez stemma, określa, który kodeks jest kopią którego, skąd pochodzi nazwa grafu (bowiem wyrazem stemma określa się też drzewo genealogiczne).
Przyjmowane na ogół oznaczenia (tzw. sigla): wielkie litery alfabetu łacińskiego – oznaczają poszczególne zachowane przekazy danego tekstu, małe litery alfabetu greckiego – oznaczają hipotetyczne przekazy nieodnalezione. Literą α (alfa) oznacza się na ogół archetyp tekstu.
Nie jest to jednak żelazna reguła, wielkie litery alfabetu łacińskiego mogą równie dobrze oznaczać poszczególne manuskrypty (zachowane i nie), a małe litery alfabetu greckiego tzw. familie rękopisów, czyli w istocie archetypy poszczególnych gałęzi wykresu. Główny archetyp oznacza się wtedy literą ω (omega).

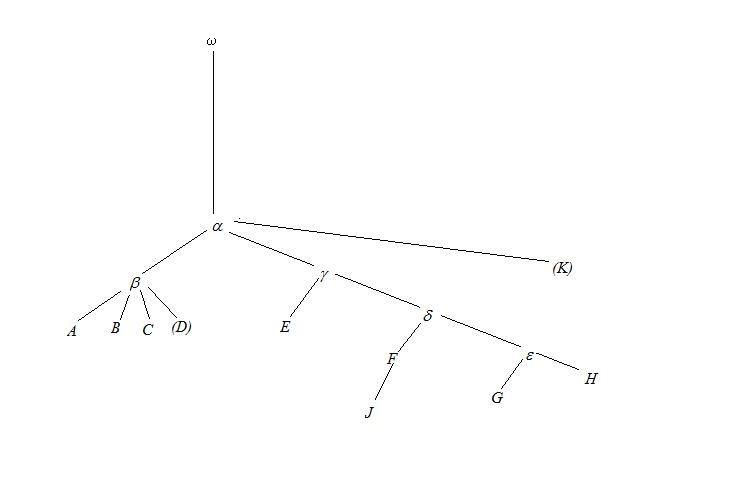
Przykładowe stemma codicum

O tym, jaki system oznaczeń zastosował wydawca, informuje opis.
Współczesne stemma codicum – w postaci wykresu – zastosowano po raz pierwszy w 1827 roku. Użył go szwedzki filolog i historyk Carl Johan Schlyter w wydaniu „Corpus Iuris Sueo-Gotorum Antiqui”.